# Ủy ban Công an Quốc gia (Nhật Bản)
Ủy ban Công an Quốc gia (国家公安委員会 (Quốc Gia Công An Ủy Viên Hội) Kokka Kōan Iinkai) là một ủy ban trực thuộc Nội các Nhật Bản. Ủy ban đặt trụ sở tại Tòa nhà thứ hai của Văn phòng Chính phủ Trung ương tại 2-1-2 Kasumigaseki tại Kasumigaseki, Chiyoda, Tokyo, Nhật Bản.
Ủy ban bao gồm một Chủ tịch, người giữ cấp bậc Bộ trưởng Nhà nước và năm thành viên khác được chỉ định bởi Thủ tướng Nhật Bản, với sự đồng ý của cả hai viện của Quốc hội. Ủy ban hoạt động độc lập với nội các, nhưng phối hợp với nội các thông qua Bộ trưởng Quốc vụ.
Chức năng của ủy ban là đảm bảo tính trung lập của hệ thống cảnh sát bằng cách bảo vệ lực lượng khỏi áp lực chính trị và đảm bảo duy trì các phương pháp dân chủ trong quản lý cảnh sát. Ủy ban quản lý Cơ quan Cảnh sát Quốc gia và có thẩm quyền bổ nhiệm hoặc sa thải các sĩ quan cảnh sát cấp cao.